# حازم سمير
حازم سمير (13 فبراير 1977 )، ممثل مصري.

## أعماله

### الأفلام
- 2011: المركب
- 2010: أحاسيس
- 2009: مجنون أميرة
- 2005: أحلام عمرنا
- 2000: ليه خلتني أحبك
- 2000: طراطيش

### المسلسلات
- 2022: إيجار قديم
- 2020:خيط حرير
- 2020: جمال الحريم: المكتوب
- 2019: بلا دليل
- 2018: ممنوع الاقتراب أو التصوير
- 2018: بيت السلايف
- 2018: بين عالمين
- 2016:أريد رجلا
- 2016 : وعد
- 2015: عيون القلب
- 2015: اسرار
- 2015:شطرنج
- 2015 :حالة عشق
- 2014: هبة رجل الغراب 2
- 2014: قلوب
- 2014: هبة رجل الغراب 1
- 2013: نقطة ضعف
- 2013: الركين
- 2013: في غمضة عين
- 2008: تامر وشوقية 2
- 2007: تامر وشوقية 1
- 2000: وجه القمر

## روابط خارجية
- حازم سمير على موقع الدهليز
- حازم سمير على موقع قاعدة بيانات الأفلام العربية

حازم سمير على موقع السينما https://elcinema.com/person/1103498/